# Mabel Rivera
María Isabel Rivera Torres (Ferrol, La Coruña, 20 de junio de 1952) es una actriz española ganadora del Premio Goya a la mejor interpretación femenina de reparto por la película Mar adentro en 2004.

## Biografía
Actriz de enorme experiencia teatral, se inició en el teatro en los años 70, participando aproximadamente en diez espectáculos antes de 1984, año en que se funda el Centro Dramático Galego, y donde comienza a trabajar como profesional incorporándose a uno de los primeros elencos de esta compañía institucional.
En Galicia se la conoce sobre todo como la protagonista de la comedia de mayor éxito de la TVG, Pratos combinados, donde interpretó el personaje de Balbina. El reconocimiento a nivel nacional le llegó al ser una de las actrices de la oscarizada película Mar adentro, dirigida por Alejandro Amenábar y que le valió el Premio Goya de las Artes y las Ciencias Cinematográficas de España a la Mejor Actriz de Reparto, el Premio Sant Jordi de Cinematografía a la Mejor Actriz Española y otra larga lista de reconocimientos y excelentes críticas.
Inició su educación en el colegio Sagrado Corazón de Jesús, en Ferrol. 
Es Licenciada en Filología Inglesa por la Universidad de Santiago de Compostela (1984) y graduada en Arte Dramático por la misma Universidad (1999–2001). Habla gallego, español, inglés y francés. 
Además de actriz ha trabajado también como presentadora, traductora, ayudante de dirección y dobladora (en cine, ha sido la voz de Michelle Pfeiffer en La edad de la inocencia de Martin Scorsese.
Ha producido, junto al director de fotografía y realizador de televisión Enrique Banet los documentales: El Salario del Silencio (sobre la polémica instalación de una planta de gas de gran capacidad en el corazón de la Ría de Ferrol) y Unha lousa sobre o Courel (sobre la extracción de pizarra en uno de los parajes emblemáticos de Galicia (O Courel), una de las mejores reservas de biodiversidad de todo el NO de España, que está siendo esquilmado en aras de una actividad industrial.

## Cine
Películas
- El bosque animado (1987), de José Luis Cuerda. Como Sra. Gundín. Producida por Eduardo Ducay (Classic Film Producciones)
- Mar adentro (2004), de Alejandro Amenábar. Como Manuela Sanlés. Producida por Sogecine & Himenóptero.
- Los fantasmas de Goya (2006), de Miloš Forman. Como Mª Isabel Bilbatúa. Producida por Saul Zaentz Productions.
- Faltas leves (2006), de Jaume Bayarri y Manuel Valls. Como Trini. Producida por Avalon Producciones.
- El orfanato (2007), de Juan Antonio Bayona. Como Pilar.
- Mataharis (2007), de Icíar Bollaín. Producida por La Iguana y Sogecine.
- Hotel Tívoli (2007), guion y dirección de Antón Reixa. Producida por Filmanova
- Blackout (2007), de Rigoberto Castañeda. Como abuela de Claudia. Producida por Valerio Morabito Films.
- La condición (2008), dirección Franco Tedesco. Cortometraje.
- Mi nombre es Rama (2009), dirección Alber Ponte. Cortometraje.
- 7 pasos y medio (2009), dirección Lalo García.
- Agallas (2009), dirección de Samuel Martín Mateo y Andrés Luque. Como Elvira. Producida por Continental Producciones.
- Esperpentos (2009), dirección de José Luis García Sánchez. Como la Madre Celeste.
- Arrugas (2011), dirección Ignacio Ferreras sobre el cómic de Paco Roca. Creación de voz de Antonia.
- Lobos de Arga (2011), dirección de Juan Martínez Moreno. Como Rosa.
- Inevitable (2012), dirección Jorge Algora. Como Olga.
- Dantzariak (Bailarines). Cortometraje (2015), dirección y guion Axier Salazar. Como Toñi
- Little Galicia (2015), dirección y guion Albert Ponte. Como Isabel
- Ato san nen (3 años más). Cortometraje (2017), dirección y guion Pedro Collantes. Como Marisa
- Arima (2018), dirección y guion de Jayone Camborda. Producida por  Esnatu Zinbema
- Muero por volver (2019), dirección de Javier Marco (cortometraje)
- El Jefe (2019), dirección de Fernando Tato y Ozo Perozo (cortometraje)
- Maria Solinha  (2020), dirección de Ignacio Vilar
- Josefina (2021), dirección de Javier Marco. Como Eladia.

## Televisión[2]
- La memoria fértil (1987). Dirección de Domènech Font. Serie para TVE.
- Os outros feirantes (1988). Dirección de Xosé Cermeño. Serie para TVG.
- Viaje al español (1989). Dirección de Julio Sánchez Andrada. Serie para TVE.
- Pratos combinados (1995-2003). Dirección de Carlos Serrano. Como Balbina Santos. Serie para la TVG.
- Más que hermanos (2005). Dirección de Ramón Costafreda. Telefilme para FORTA. Como Remedios.
- El estafador (2007). Dirección de Ricard Figueras. TV.movie para FORTA. Como Constanza.
- La Bella Otero (2008). Dirección de Jordi Frades. Miniserie TV para TVG. Como Josefa.
- Los Serrano (2008). Serie para Telecinco. Como Sor Luzdivina.
- Futuro: 48 horas (2008). TeleFilm para Antena 3 TV. Como Consuelo, madre de Miguel Ángel Blanco.
- O Nordés (2009). Dirección de Alfonso Zarauza y Marta Piñeiro. Como Dña. Amelia, directora de "O Nordés". Serie TV para TVG.
- Conexào (2009). Dirección de Leonel Vieira. Miniserie. Como Eva Álvarez.
- Libro de familia (2010). Dirección de Giselle Llanio y José Jamardo (serie de TVG). Como Inés.
- La condesa rebelde (2011) de Zaza Ceballos. Telefilme para la FORTA. Como D.ª Amalia de la Rúa.
- Concepción Arenal, visitadora de cárceles. (2012) Dirección Laura Mañá. Telefilme para la FORTA. En el papel de Juana de Vega
- Cuéntame cómo pasó (2012) . Dirección de Agustín Crespí. Serie de La 1 de TVE. Como Encarna.
- Familia. (2013) Serie para Telecinco. Dirección Víctor García León, Max Lemcke, José R.Paíno e Iñaki Mercero. En el papel de Mª Elena Oquendo.
- Pazo de Familia (2014-2018), dirección de Giselle Llnio,  Santiago Pumarola y Manuel Espiñeira. En el papel de Leonor Veiga. Serie para TVG producida por Central de Telecontenidos.
- La sonata del silencio (2015) Serie para TVE. Dirección Iñaki Peñafiel y Peris Romano. En el papel de Fermina. Serie  para TVE producida por José Frade & Hijos
- Rapa (2022), serie creada y escrita por Pepe Coira y Fran Araújo y dirigida por Jorge Coira para Movistar Plus+. En el papel de la Alcaldesa Amparo Seoane.

## Teatro

### Centro Dramático Galego[2]
- Agasallo de sombras (1984) (autor y director Roberto Vidal Bolaño)
- Os vellos non deben de namorarse (1985), de Alfonso Daniel Rodríguez Castelao, Dirección de Eduardo Alonso.
- O enfermo imaxinario (1986) de Molière (dirección Eduardo Alonso)
- As alegres casadas (1989), de William Shakespeare (dirección Eduardo Alonso).
- Terceiro Acto (2021) de Andrea Jiménez y Noemi Rodríguez (dirección Andrea Jiménez y Noemi Rodríguez).

### Teatro do Malbarate[2]
- Xogos de damas (1987) de Anxel R. Ballesteros (dirección Eduardo Alonso).
- Galicia, S.L. (1988) de varios autores (dirección Eduardo Alonso).
- Inventarios (1990) de Philippe Minyana (dirección Fernanda Lapa).

### Otras compañías[2]
- Xogos á hora da sesta (1991), de Sam Shepard, dirección de Xúlio Lago, para Teatro do Atlántico, como traductora.
- Tolos de amor (1995) de Sam Shepard (dirección Xulio Lago). Como traductora.
- O cerco de Leningrado (1999) de José Sanchis Sinisterra (dirección Xulio Lago). Como ayudante de dirección.
- Compañía (2000) de Eduardo Rovner (dirección Antonio Simón) Como actriz y traductora.
- Cartas de amor (2001) de A. R. Gourney (dirección Avelino González).
- O país da comedia (2001) de varios autores (dirección Carlos Blanco).
- Fobias (2004) de Xosé Luis Prieto (dirección Lino Braxe). Como ayudante de dirección. Para Teatro do Morcego.
- El club de la calceta (2008) de María Reimóndez (dirección Celso Parada). Como ayudante de dirección.
- Romeo y Julieta (2009) de William Shakespeare (dirección Will Keen), para DiTu Producciones.
- Master Class (2010) de Terrence McNally (dirección Xosé M. Rabón). Como actriz y traductora.
- Voaxa e Camín (2016) de Esther F. Carrodeguas, dirección de Xavier Castiñeira, para ButacaZero & Eme2.

### Otros[2]
- 2006 - Participa en la grabación del disco "Unha estrela por guía" (Una estrella por guía) del grupo musical Milladoiro, dedicado a la memoria del poeta Manuel María.
- 2007 - Narradora de la obra sinfónica The Rescue of Penelope (El rescate de Penélope) de Benjamin Britten, interpretada por la Orquesta Sinfónica de Galicia dirigida por Víctor Pablo Pérez.

## Premios y reconocimientos
Premios Compostela
| Año  | Categoría    | Película    | Resultado |
| ---- | ------------ | ----------- | --------- |
| 1991 | Mejor actriz | Inventarios | Ganadora  |

Premios AGAPI
| Año  | Categoría                                  | Película          | Resultado |
| ---- | ------------------------------------------ | ----------------- | --------- |
| 1997 | Mejor interpretación femenina protagonista | Pratos combinados | Nominada  |
| 1998 | Mejor interpretación femenina protagonista | Pratos combinados | Nominada  |
| 1999 | Mejor interpretación femenina protagonista | Pratos combinados | Nominada  |

Premios Goya
| Año  | Categoría                                | Película    | Resultado |
| ---- | ---------------------------------------- | ----------- | --------- |
| 2004 | Mejor interpretación femenina de reparto | Mar adentro | Ganadora  |

Premios Sant Jordi
| Año  | Categoría             | Película    | Resultado |
| ---- | --------------------- | ----------- | --------- |
| 2004 | Mejor actriz española | Mar adentro | Ganadora  |

Premios Unión de Actores
| Año  | Categoría                       | Película    | Resultado |
| ---- | ------------------------------- | ----------- | --------- |
| 2004 | Mejor actriz secundaria de cine | Mar adentro | Nominada  |

Medallas del Círculo de Escritores Cinematográficos
| Año  | Categoría               | Película    | Resultado |
| ---- | ----------------------- | ----------- | --------- |
| 2004 | Mejor actriz secundaria | Mar adentro | Nominada  |

Premio de la Asociación Cronistas de Espectáculos de Nueva York (ACE)
| Año  | Categoría               | Película    | Resultado |
| ---- | ----------------------- | ----------- | --------- |
| 2004 | Mejor actriz de reparto | Mar adentro | Nominada  |

Premio Mestre Mateo
| Año  | Categoría                                  | Película                                     | Resultado |
| ---- | ------------------------------------------ | -------------------------------------------- | --------- |
| 2005 | Mejor interpretación femenina secundaria   | Máis ca irmáns                               | Nominada  |
| 2007 | Mejor interpretación femenina secundaria   | Hotel Tívoli                                 | Ganadora  |
| 2008 | Mejor interpretación femenina secundaria   | La Bella Otero                               | Nominada  |
| 2012 | Mejor interpretación femenina secundaria   | Concepción Arenal, la visitadora de cárceles | Ganadora  |
| 2014 | Mejor interpretación femenina secundaria   | Inevitable                                   | Nominada  |
| 2015 | Mejor interpretación femenina protagonista | Pazo de Familia - I                          | Ganadora  |

Festival Internacional de Cine de Santiago de Compostela
| Año  | Categoría                                                       | Película                                                        | Resultado |
| ---- | --------------------------------------------------------------- | --------------------------------------------------------------- | --------- |
| 2010 | Premio Cineuropa en reconocimiento a la Trayectoria profesional | Premio Cineuropa en reconocimiento a la Trayectoria profesional | Ganadora  |

Premios Fugaz al cortometraje español
| Año  | Categoría    | Cortometraje | Resultado |
| ---- | ------------ | ------------ | --------- |
| 2018 | Mejor actriz | Ato San Nen  | Nominada  |

- Prix du Jury d'interprétation Féminine no Hendaia Film Festival (2016)
- Nominada a los Premios María Casares de Teatro como Mejor Actriz Protagonista (2017)
- Premio Mejor Actriz en el Festival del Cine por la Memoria Democrática (2017)
- Premio mejor Actriz en el Avilés Acción Film Festival (2018)
- Nominada como mejor Actriz en el Festival CortoEspaña (2018)

## Otros reconocimientos
2006 - Pedigree de Honra del Festival de Cans (O Porriño)
2010 - Premio Especial del Festival CinEuropa en reconocimiento a la trayectoria profesional.
2016 - Premio de Honra de la MIT de Ribadavia (EX-aequeo con Belém Constenla)
2017 - Premio da Cultura de Galicia en el apartado de Artes Escénicas
2018 - Premio AISGR a la trayectoria - OUFF 2018
Premio Cinema Galego - FICBUEU 2018
Premio Xiria a la Labor Teatral de la MITCFC (Cangas)
2019 - Salón de actos Mabel Rivera (colegio Luis Vives-Ourense)